# Argyranthemum broussonetii
Espèce
Classification phylogénétique
Argyranthemum broussonetii, (Margarita del Monte en espagnol), est une espèce de plantes à fleurs de la famille des Asteraceae. C'est une plante herbacée endémique des îles de Tenerife et La Gomera aux îles Canaries.

## Description
C'est une plante herbacée plus ou moins lignifiée pouvant atteindre 120 cm de haut.

## Synonymes
- Chrysanthemum broussonetii Pers. (1807) basonyme
- Argyranthemum broussonetii subsp. broussonetii
- Ismelia broussonetii Sch.Bip.
- Argyranthemum broussonetii subsp. gomerense Humphries (1976)